# ملعب الخضر
ملعب الخضر هو ملعب دولي يقع في بلدة الخضر بالقرب من بيت لحم في فلسطين. تم أفتتاح الملعب بتاريخ 6 أغسطس 2007 بتكلفة مليوني دولار أمريكي ويتسع ل6,000 مشاهد.